# Kosiorki (powiat wysokomazowiecki)
Kosiorki – wieś w Polsce położona w województwie podlaskim, w powiecie wysokomazowieckim, w gminie Ciechanowiec.
W latach 1952–1954 miejscowość była siedzibą gminy Kosiorki. W latach 1954–1972 wieś należała i była siedzibą władz gromady Kosiorki. W latach 1975–1998 miejscowość należała administracyjnie do województwa łomżyńskiego.
Wierni kościoła rzymskokatolickiego należą do parafii Trójcy Przenajświętszej w Ciechanowcu.

## Historia
W I Rzeczypospolitej wieś należała do ziemi drohickiej w województwie podlaskim.
Pod koniec wieku XIX w powiecie bielskim, gubernia grodzieńska, gmina Skórzec, parafia Ciechanowiec. Użytki rolne o powierzchni 187 dziesięcin.
W roku 1921 we wsi Kosiórki naliczono 28 budynków z przeznaczeniem mieszkalnym i 207 mieszkańców (98 mężczyzn i 109 kobiet). 206 osób podało narodowość polską, jedna inną. W kolonii Gaj było 4 budynki z przeznaczeniem mieszkalnym i 2 inne, zamieszkałe oraz 54 mieszkańców (26 mężczyzn i 28 kobiet), wszyscy zadeklarowali narodowość polską i wyznanie rzymskokatolickie.

## Współcześnie
Miejscowość znajduje się w południowej części gminy Ciechanowiec, przy drodze Ciechanowiec–Perlejewo. Charakteryzuje się rozproszoną zabudową kolonijną. We wsi znajduje się wodociąg, korzystający z ujęcia w Ciechanowcu. Kosiorki tworzą wspólne sołectwo z pobliską wsią Gaj, liczącą w 2011 r. 35 mieszkańców.
We wsi przeważają gleby III i IV klasy bonitacyjnej. Prowadzona jest produkcja roślinna oraz hodowla bydła i trzody chlewnej. W południowo-wschodniej części jednostki występuje znaczny udział terenów leśnych.
W Kosiorkach funkcjonują:
- zakład projektowo-realizacyjny,
- zakład murarski.

## Obiekty użyteczności publicznej
- Ochotnicza Straż Pożarna – jednostka typu „M”
- świetlica wiejska, odnowiona w 2006 r.

## Obiekty zabytkowe
- Gaj – kapliczka murowana, początek XX w.